# Nigerias Infrastruktur
Nigeria ist durch sein weit entwickeltes Autobahnsystem, durch sein wachsendes Schienennetz und den neuen Super-Post-Panamax-Containerhafen Lekki ein logistischer Knotenpunkt in der Region.

## Straßenverkehr

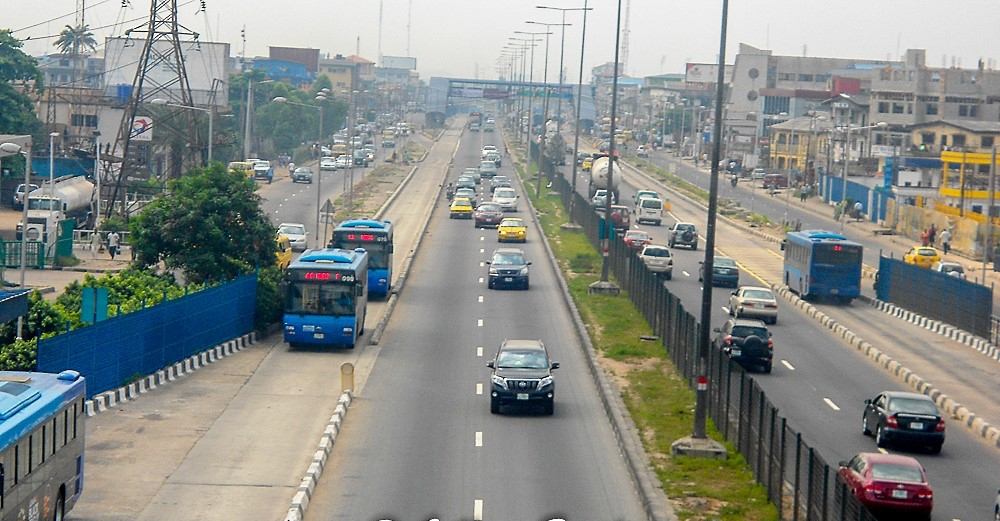
Highway A1 in Lagos-Onipanu mit Busfahrbahn, im Hintergrund eine für Lagos typische Fußgängerüberführung

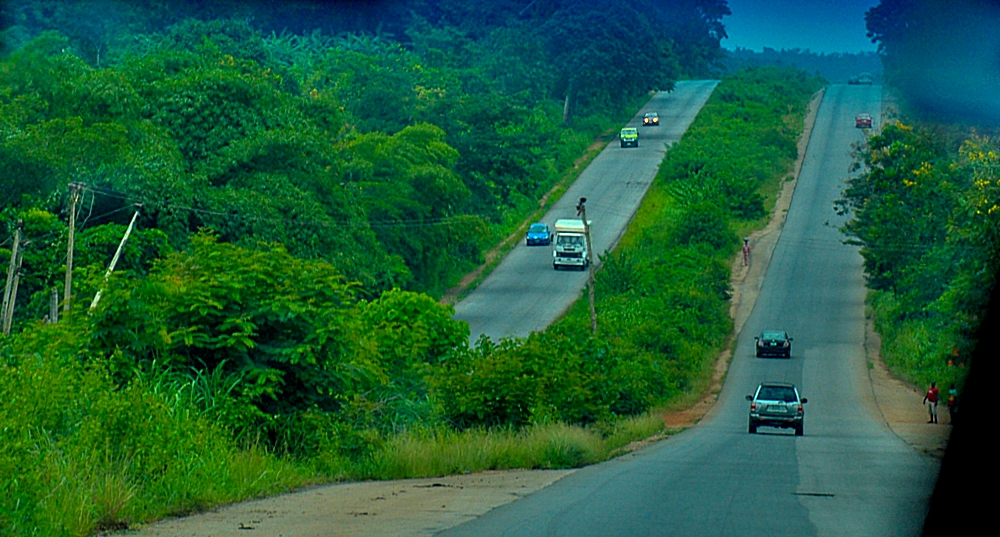
Expressway im Süden des Landes

Vier transafrikanische Straßenrouten führen durch Nigeria.:
- Trans-African Highway  (TAH 2), Algier-Lagos-Highway
- Trans-African Highway  (TAH 5), Dakar-N’Djamena-Highway
- Trans-African Highway  (TAH 7), Dakar-Lagos-Highway
- Trans-African Highway  (TAH 8), Lagos-Mombasa-Highway

Nigeria hat das größte Straßennetz in Westafrika. Es umfasst rund 200.000 km, von denen 60.000 km asphaltiert sind. Auf Nigerias Straßen und Autobahnen werden 90 % des gesamten Personen- und Güterverkehrs abgewickelt. Es trägt im Jahr 2020 mit 2,4 Billionen N (6,4 Mrd. $) zum BIP bei. Der Ölboom der 1970er Jahre ermöglichte einen Ausbau des Straßennetzes, so dass Nigeria als der für den Verkehr am besten erschlossene Staat Subsahara-Afrikas gelten kann. Zumindest alle Hauptstädte der Bundesstaaten sind an das Fernstraßennetz angebunden; besonders stark frequentierte Strecken sind durch Schnellstraßen verbunden, beispielsweise Lagos und Ibadan (Schnellstraße A 5), Lagos und Benin City (A 121), Onitsha und Enugu (A 232) oder Kano und Kaduna (A 2).
35.000 km des Straßennetzes fallen in die Zuständigkeit der Bundesregierung. Unter der zweiten Buhari-Administration wurde das Budget für die Instandhaltung und den Ausbau dieser 35.000 km in regelmäßigen Abständen von 295 Mrd. Naira (819 Mio. USD) im Jahr 2018 auf 563 Mrd. Naira (1,3 Mrd. USD) im Jahr 2022 fast verdoppelt. Verantwortlich für dieses Budget (Stand September 2022) ist Minister Fashola, einer der angesehensten Politiker Nigerias. Unter ihm wurden die Autobahnverbindungen wichtiger Wirtschaftszentren wie Lagos-Ibadan, Lagos-Badagry und Enugu-Onitsha erneuert.
Der Rest des Straßennetzes ist Sache der einzelnen Bundesstaaten und daher in sehr unterschiedlichem Zustand, je nachdem, in welchem Bundesstaat man sich befindet. Überraschenderweise erhalten wirtschaftlich starke Bundesstaaten wie Lagos, Anambra und Rivers besonders schlechte Bewertungen. Die meisten Straßen wurden in den 1980er und frühen 1990er Jahren gebaut. Schlechte Wartung und minderwertige Materialien haben den Zustand der Straßen verschlechtert. Das Reisen ist sehr schwierig. Vor allem während der Regenzeit ist die Benutzung von Nebenstraßen aufgrund von Schlaglöchern manchmal fast unmöglich. Wegelagerer nutzen diese Situation häufig für ihre kriminellen Zwecke aus.
Schlecht befestigte Straßen, überhöhte Fahrgeschwindigkeiten und fehlende oder nur spärlich vorhandene Verkehrszeichen führen besonders im Südosten des Landes zu einer großen Zahl von Verkehrsunfällen. Im Jahr 1988 verloren mehr als 9000 Menschen auf den nigerianischen Straßen ihr Leben. 2013 lag die Anzahl der Verkehrstoten bei 35.621 Personen. Zum Vergleich: In Deutschland gab es im selben Jahr 3540 Tote im Straßenverkehr.
Bis 1972 herrschte Linksverkehr in Nigeria.

## Brücken
Im Jahr 2022 wurden landesweit siebenunddreißig Brücken gewartet und repariert, einige davon sind schon seit Jahrzehnten baufällig. Darunter ist die Brücke vom Festland nach Bonny Island, von der aus das gleichnamige Rohöl verladen wird. Außerdem das Loko-Oweto-Brückenprojekt, die Third Mainland Bridge in Lagos, die Murtala Mohammed Bridge in Koton Karfi und die Isaac Boro Bridge in Port Harcourt. Weitere sind die Chanchangi-Brücke im Bundesstaat Niger und die Tambuwara-Brücke in Kano.
Die zweite Nigerbrücke bei Onitsha steht kurz vor der Vollendung (Stand Januar 2022).

## Schienenverkehr

Schienennetz von Nigeria, Stand 2021

Das von der Nigerian Railway Corporation betriebene Schienennetz beläuft sich auf 3505 km. Es ist in Kapspur (1067 mm) und Normalspur (1435 mm) errichtet und befindet sich in einer allgemein guten Verfassung, nachdem es mit chinesischer Hilfe instand gesetzt wurde. Die Zahl der einsatzfähigen Eisenbahnfahrzeuge ist allerdings sehr beschränkt.
Kapspur
NRC-Netz
Die Nigerian Railway Corporation betreibt ein 3505 Kilometer langes Streckennetz in Kapspur bestehend aus folgenden Strecken:
- Lagos–Agege–Ifaw–Ibadan–Ilorin–Minna–Kaduna–Zaria–Kano, 1126 Kilometer
- Ifaw–Ilaro, 20 Kilometer
- Minna–Baro, 155 Kilometer
- Zaria–Kaura Namoda, 245 Kilometer
- Kano–Nguru
- Kaduna–Kafanchan–Kuru–Bauchi–Maiduguri, 885 Kilometer
- Kuru–Jos, 55 Kilometer
- Kafanchan–Makurdi–Enugu–Port Harcourt, 737 Kilometer

Im Bau ist die 1443 km lange Eastern Rail Line von Port Harcourt nach Maiduguri seit dem 9. März 2021. Die Baumaßnahmen umfassen dabei die Renovierung bzw. den Wiederaufbau bestehender Strecken. Zu diesem Projekt gehören auch neue Zweigstrecken nach Owerri und Damaturu, die die Gesamtlänge 2044 km erhöhen. Die Fertigstellung ist für 2024[veraltet] geplant.
Die Mittel für die unter chinesischer Leitung zu bauende Bahnstrecke Lagos–Calabar entlang der nigerianischen Küste wurden zwar Anfang 2021 freigegeben, der Baubeginn scheint sich aber auf einen Termin nach der nigerianischen Parlamentswahl 2023[veraltet] zu verzögern.
Die Strecke nach Gusau ist seit dem Einsturz einer Brücke seit 2002 gesperrt.
Das Netz der NRC hat noch keine Verbindung zum Bahnnetz benachbarter Staaten. Im Februar 2021 wurde jedoch mit geplanter Inbetriebnahme 2023[veraltet] unter der Federführung der portugiesischen Mota-Engil SGPS SA mit dem Bau einer Kapspurverbindung von Kano nach Maradi, der zweitgrößten Stadt im Niger, begonnen, die eine der ersten Bahnstrecken in Niger sein wird.
LAMATA-Netz
Zum Jahreswechsel 2022/2023 wurde der erste Abschnitt der S-Bahn von Lagos in Betrieb genommen. Nach der S-Bahn von Addis Abeba ist dies erst die zweite Stadtbahn in Sub-Sahara-Afrika. Für viele Lagosianer ist die Reise über die elektrifizierten Schienen offenbar noch ungewohnt.
Normalspur

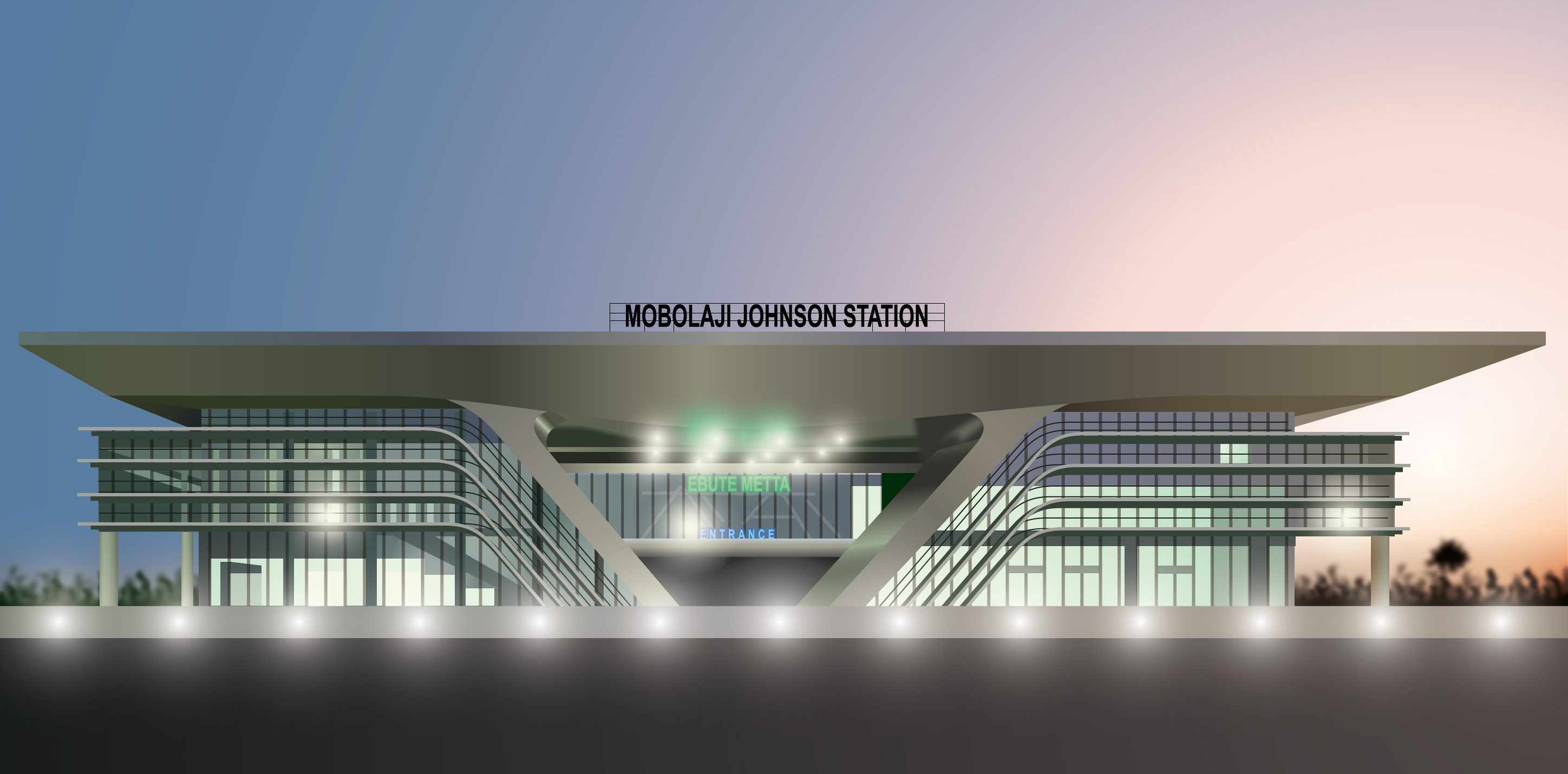
Der 2021 eingeweihte Hauptbahnhof von Lagos, Mobolaji Johnson

Im Landesinneren entwickelt sich ein Normalspurnetz.
Die älteste Normalspurstrecke ist die ursprünglich 217 Kilometer lange Strecke von Oturkpo zum Stahlwerk Ajaokuta. Eine frühere Normalspurstrecke von 51,5 Kilometer Länge wurde zwischen den Itakp-Minen und dem Stahlwerk in Ajaokuta betrieben. Am 29. September 2020 wurde ein Ausbau, die Warri–Itakpe Railway, offiziell von Präsident Muhammadu Buhari in einer virtuellen Zeremonie eröffnet. 2018 waren zwei Mal Mitarbeiter der China Civil Engineering Construction, die an diesem Projekt arbeiteten, durch „Banditen“ angegriffen worden. Passagierzüge verkehren auf der Normalspurstrecke seit Oktober 2020 und Frachtzüge seit April 2021. Es gibt auch hier Pläne für einen Ausbau: Von Ajaokuta nach Abuja. Die Strecke hätte damit eine Länge von 500 Kilometer. Eine weitere geplante Strecke verläuft von Port Harcourt nach Makurdi über eine Länge von 463 Kilometer.
Im Februar 2011 erfolgte der Baubeginn der Strecke Abuja–Kaduna durch die chinesische Baugesellschaft CCECC, deren Einweihung schließlich am 26. Juli 2016 erfolgte. Die Gesamtkosten beliefen sich auf 870 Millionen US-Dollar. Für die 186,5 Kilometer lange Strecke, die in Idu 20 Kilometer westlich des Zentrums von Abuja beginnt, benötigen die Schnellzüge mit einer Höchstgeschwindigkeit von 100 km/h zwei Stunden Fahrzeit. Im August 2020 vermeldete die NRC, dass ca. 50 % der Einnahmen ihres gesamten Schienennetzes (ca. 4000 km) von der Normalspurstrecke Abuja-Kaduna (186 km) generiert würden. Dass Nigerianer zwischen der Hauptstadt Abuja und der nächstgrößeren Stadt Kaduna gerne den Zug nehmen, hat auch sehr ernste Gründe. Die „Autobahn“ zwischen beiden Städten ist nämlich ständiges Ziel von Straßenräubern. Eine Zugreise ist damit für die Einwohner beider Städte die sicherere Alternative zum Auto. Ein Zugreisender meint 2019: „Ich wurde entführt und jetzt reise ich nur noch mit dem Zug!“ Auch Prominente sind betroffen: Noch am 20. November 2021 starb der Gouverneurskandidat für den Bundesstaat Zamfara Sagir Hamidu auf dem besagten Expressway Abuja-Kaduna bei einem Überfall. Die Zugreisende Agatha Ameh meint: „Manche Leute reisen immer noch über die Straße, weil es billiger ist. Ich bevorzuge den Zugverkehr jeden Tag und zu jeder Zeit. Er ist sicherer, einfacher und sogar schneller.“ Sie lobt besonders die E-Ticketing-Plattform der Strecke Abuja-Kaduna.
Die zweigleisige Strecke Lagos–Ibadan wurde seit März 2017 durch die CCECC gebaut und am 10. Juni 2021 im neuen Hauptbahnhof von Lagos eingeweiht. Sie ist 157 km lang und führt über Abeokuta. Sie ist die erste zweigleisige Normalspurstrecke in West-Afrika. Eine Fahrt Lagos-Ibadan dauert zweieinhalb Stunden, halb so lange wie die entsprechende Autofahrt. Alle Abteile (Standardklasse, Business Class und First Class) sind klimatisiert und haben drei Overhead-Bildschirme. Die Fensterplätze sind mit Steckdosen und USB-Ladestationen ausgestattet. Kritisiert wird, dass Tickets nicht online und nur gegen Barzahlung erhältlich sind, sowie, dass in beiden Richtungen jeweils nur zwei Fahrten am Tag stattfinden. Gelobt werden Pünktlichkeit und Reinlichkeit der Züge. Die weiterhin bestehenden Kapspurgleise sollen von der „Roten Linie“ der im Bau befindlichen S-Bahn von Lagos, der Lagos Light Rail, mit benutzt werden. Seit Januar 2022 finden an Freitagen und Samstagen drei Fahrten statt. Die Ausschreibung für die Betreiber elektronischer Fahrscheinbestellungen läuft (Stand Februar 2022).
Entlang aller neuen Normalspurstrecken wurden moderne Bahnhofsgebäude errichtet. Der neue Hauptbahnhof von Lagos, Mobolaji Johnson, etwa bietet z. B. klimatisierte Warteräume, behindertengerechten Zugang zu den Gleisen, flughafenähnliche Anzeigetafeln der Abfahrtzeiten, saubere Toiletten, ausgebildetes Personal für medizinische Notfälle etc.
Aussicht
Nigeria baut sein Schienennetz weiter aus und der profitable Betrieb der existierenden Eisenbahnlinien lässt auf eine Beschleunigung des Ausbaus hoffen. Allerdings werden die neuen Bahnhöfe weder von – Miete zahlenden – Geschäften genutzt (Snacks, Kaffee, Zeitschriften, Geschenkartikel etc.) noch als Reklamefläche. In den Zügen ist ein Restaurant zwar baulich realisiert, wird aber nicht genutzt. Kommerziell gesehen sind beim Betrieb der Eisenbahnlinien also noch nicht alle Möglichkeiten ausgeschöpft.

## Flugverkehr
Es gibt in Nigeria 22 Flughäfen mit asphaltierten Start- und Landebahnen. 21 weitere Pisten dienen hauptsächlich der Luftwaffe oder Ölfirmen. Für den Betrieb der Flughäfen ist die Behörde Federal Airports Authority of Nigeria (FAAN) zuständig.
Die nigerianische Luftfahrtindustrie erwirtschaftete 2019 198,62 Milliarden Naira (400 Mio. Euro), was einem Beitrag von 0,14 Prozent zum BIP entspricht. Sie war 2019 der am schnellsten wachsende Sektor der nigerianischen Wirtschaft. Das Passagieraufkommen ist von 9.358.166 im Jahr 2020 auf 15.886.955 im Jahr 2021 gestiegen, ein deutlicher Zuwachs von über 69 Prozent. Die Flugbewegungen nahmen von 2020 bis 2021 um mehr als 46 Prozent zu. Das Gesamtfrachtaufkommen lag im Jahr 2020 bei 191 Tonnen und stieg im Jahr 2021 aber auf 391 Tonnen an.

### Geschichtliche Entwicklung
Die staatliche Fluggesellschaft Nigeria Airways war 2003 hoffnungslos überschuldet und wurde von der britischen Virgin Group aufgekauft; seit dem 28. Juni 2005 flog sie unter dem Namen Virgin Nigeria Airways. Ende 2008 kündigte die Virgin Group den Rückzug aus der Fluggesellschaft an, so dass seit September 2009 die Fluggesellschaft als Nigerian Eagle Airlines firmiert. Zur größten Fluggesellschaft in Nigeria zählt mittlerweile die 2004 gegründete Arik Air. Sie besitzt eine Flotte von über 20 Flugzeugen und bedient nationale sowie internationale Ziele. Am 29. Oktober 2006 forderte der Absturz einer Boeing 737-200 der Fluggesellschaft ADC Airlines in der Nähe des Flughafens von Abuja rund 100 Menschenleben. Unter den Passagieren befand sich auch Mohammadu Maccido, der Sultan von Sokoto. Bereits in den Jahren zuvor war es in Nigeria zu mehreren Flugzeugabstürzen mit vielen hundert Todesopfern gekommen. Am 3. Juni 2012 stürzte eine McDonnell Douglas DC-9-83 (MD-83) der nigerianischen Dana Air (5N-RAM) mit 153 Menschen an Bord in einem Stadtteil von Lagos ab. Alle Insassen und mindestens 10 Menschen am Boden starben.

### Sicherheitsmaßnahmen auf nigerianischen Flughäfen 2022

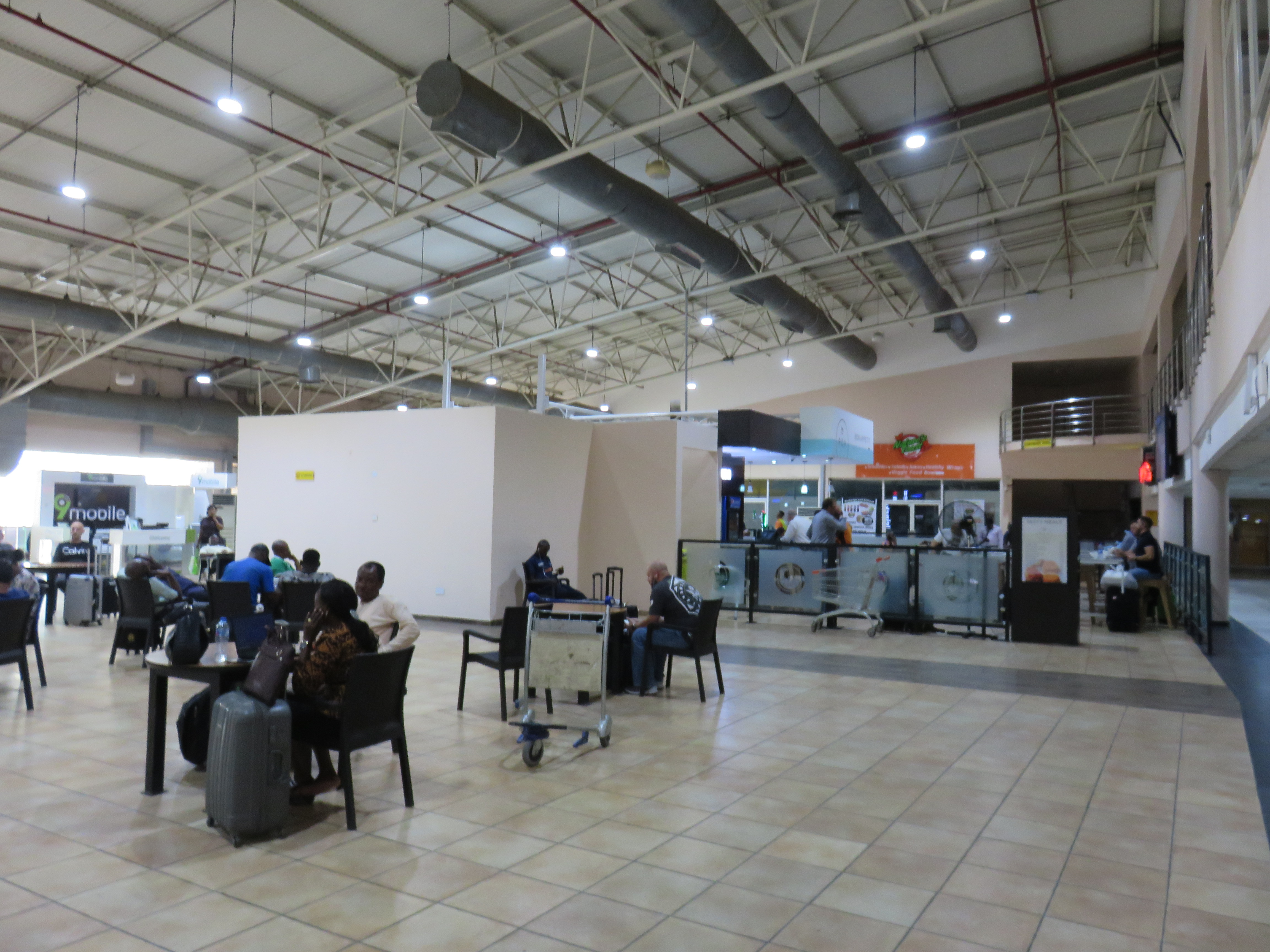
Flughafen Murtala Mohammed, Lagos

Im Jahr 2022 gab es auf dem Flughafen von Lagos zwei Zwischenfälle aufgrund von Sicherheitsmängeln. Im Januar wurde auf ein von Arik Air geleastes Flugzeug zugegriffen und wichtige Ausrüstung im Inlandsterminal des Flughafens gestohlen. Im September 2022 stieg ein Mann in ein Flugzeug der United Nigeria Airlines ein, das im Inlandsterminal des Flughafens geparkt war.
Als Reaktion auf diese Vorfälle hat die Federal Airports Authority of Nigeria (FAAN) die Sicherheitsarchitektur der wichtigsten Flughäfen verbessert. Zu diesen Flughäfen gehören der Murtala Muhammed International Airport, Lagos, der Nnamdi Azikiwe International Airport, Abuja, der Aminu Kano International Airport, Kano, der Port Harcourt International Airport, Omagwa und der Akanu Ibiam International Airport, Enugu. Sicherheitspatrouillen wurden verbessert und strategisch platzierte Sicherheitskameras auf den Flughäfen installiert. Gehwege und Parkplätze werden nun konstant beleuchtet und die Umzäunung wurde verbessert; Betriebsstraßen wurden gebaut bzw. instand gesetzt. Die Verbesserung der Sicherheit umfasst auch die Ausbildung von Sicherheitspersonal, die Koordinierung gemeinsamer Sicherheitskräfte, einschließlich der Luftsicherheitsbehörde (AVSEC), der Polizei, der nigerianischen Luftwaffe und anderer Sicherheitskräfte, die jeden Flughafen bewachen. Die FAAN installierte auch neue Sicherheitsausrüstungen. Ein effizientes Sicherheitssystem gewährleistet, dass jeder Passagier erfasst wird.
Das Airfield Ground Lighting System (AGLS) auf der Inlandspiste von Lagos wurde installiert und 45 Handgepäckkontrollmaschinen, 40 Durchleuchtungsmaschinen für aufgegebenes Gepäck, 15 Frachtkontrollmaschinen, vier 3D-Körperscanner und die Renovierung von sechs Löschfahrzeugen und die vollständige Wartung von 36 Löschfahrzeugen durchgeführt. Auf dem Flughafen Lagos wurden 15 neue Scannermaschinen installiert. Es wurde eine begehbare Sicherheitsausstattung installiert. Dazu gehören L3-Scanner, fünf Durchgangsmaschinen und 10 Scanning-Maschinen.

### „Air Nigeria“, ein neuer Anlauf

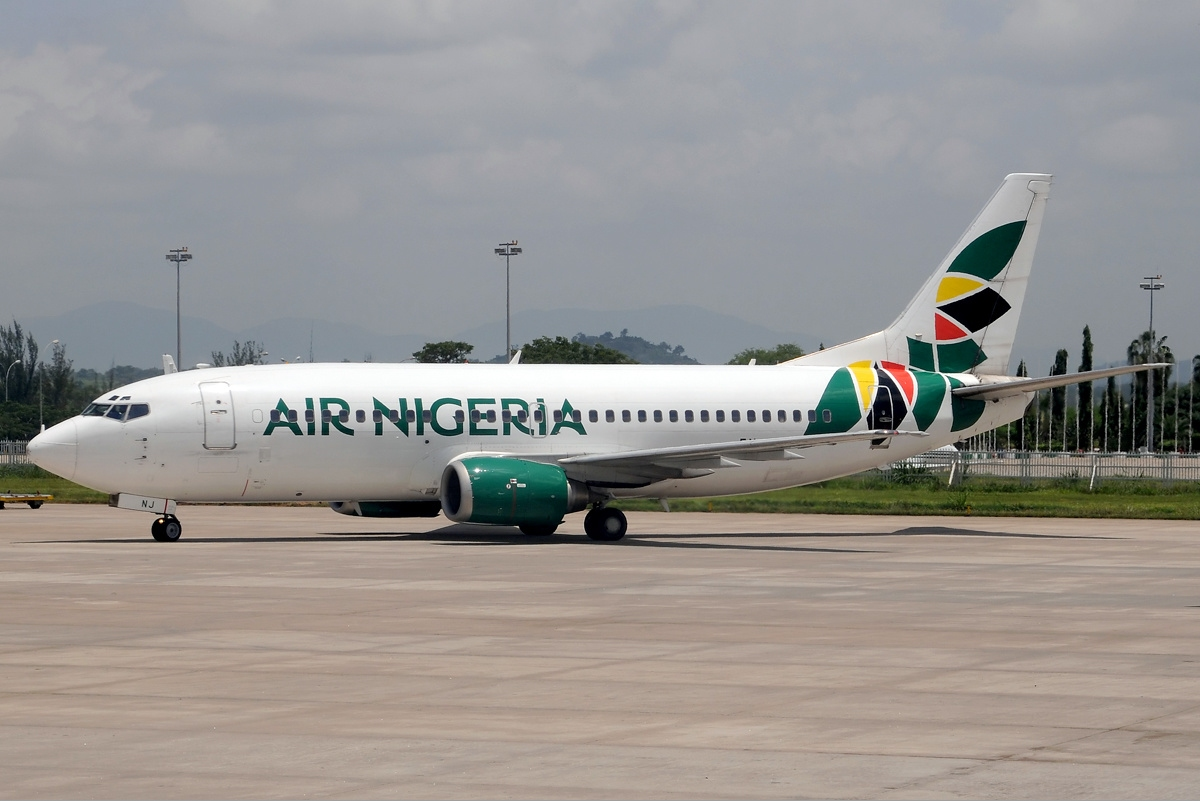
Boeing 737-300 der Air Nigeria

Am 24. November 2021 kündigte der Bundesminister für Luftverkehr Sirika an, dass seine Regierung die 2012 aufgelöste nationale Luftgesellschaft Air Nigeria neu gründen und bis April 2022 den Flugverkehr aufnehmen wolle. Dazu stelle die Buhari-Administration „150 bis 300 Mio. USD“ zur Verfügung. Letztlich solle der staatliche Anteil am Gesellschaftskapital 5 % betragen. 46 % solle von lokalen Investoren kommen.
Im Sommer 2022 wurde bekannt, dass Nigeria Air mit Wet-Lease-Flugzeugen starten wird. Wet-Lease bedeutet, dass ein Flugzeug einschließlich Besatzung und möglicherweise auch Treibstoff gemietet wird. „Wir werden eine Mischung aus Airbus und Boeing haben, weil jede Fluggesellschaft, die groß werden will, beide verwendet“, sagte Luftfahrtminister Senator Hadi Sirika im August 2022. Eine Analyse von Daily Trust ergab, dass die Bundesregierung im Durchschnitt 100.000 Euro monatlich für das Leasen eines Flugzeugs ausgibt.
Im September 2022 wurde mehr bekannt. Ethiopian Airlines wird einen Anteil von 49 Prozent an der neuen Fluggesellschaft halten, während der Nigerian Sovereign Fund 46 Prozent und die nigerianische Bundesregierung die restlichen 5 Prozent übernehmen wird. Nigeria Air werde über ein Anfangskapital von 300 Millionen Dollar verfügen und plane, innerhalb von vier Jahren 30 Flugzeuge zu besitzen, sagte Luftfahrtminister Sirika. Nigeria Air plant, noch vor Ende des Jahres den Flugbetrieb aufzunehmen und mit einer Verbindung zwischen der Hauptstadt Abuja und der Handelsmetropole Lagos zu beginnen, später sollen weitere Strecken hinzukommen. Air Nigeria wird zunächst sechs Boeing 737-Flugzeuge einsetzen. „Nigeria Air ist eine Gesellschaft mit beschränkter Haftung, in die der Staat nicht eingreifen wird“, fügte er hinzu. Der Abschluss des Geschäfts hängt von der Aushandlung der endgültigen Bedingungen und der Genehmigung durch die nigerianische Bundesbehörde ab.

## Häfen, Wasserwege

Tiefseehäfen in Nigeria, Stand 2021

- Die Länge der Wasserwege beläuft sich auf 8575 km.
- Freihafen für die Öl- und Gas-Industrie: Onne
- Ölverladung:
  - ExxonMobil: Qua-Iboe (Fluss) 4° 32′ 30″ N, 7° 59′ 0″ O.
  - Royal Dutch Shell: Forcados 5° 21′ N, 5° 21′ O; Bonny (Insel) 4° 25′ N, 7° 9′ O
- Überseehäfen finden sich in Lagos, Calabar, Warri und Port Harcourt

## Telekommunikation
Nigeria ist Afrikas größter IKT-Markt. Hier gibt es 82 Prozent der Telekommunikationsabonnenten des Kontinents und 29 Prozent der Internetnutzung. Im weltweiten Vergleich belegt Nigeria Platz 11 bei der absoluten Anzahl der Internetnutzer und Platz 7 bei der absoluten Anzahl von Handys. Volkswirtschaftlich trägt der IKT-Sektor seit über 10 Jahren über 10 % zum nigerianischen Bruttosozialprodukt bei.
Seit Februar 2023 ist Nigeria, als erstes afrikanisches Land, mit dem Satelliteninternetsystem Starlink verbunden.

## Stromversorgung
Im Jahr 2005 wurden 22,53 Milliarden kWh elektrische Energie erzeugt, davon 7,87 Milliarden aus Wasserkraftwerken und 14,66 Milliarden aus Wärmekraftwerken. Jedoch haben nur 40 % der Haushalte Zugang zu elektrischer Energie; diese sind vor allem in den städtischen Räumen. Die Stromerzeugung fluktuiert stark, was an der Unzuverlässigkeit der Kraftwerke und an der häufig unterbrochenen Versorgung mit Primärenergie liegt. Im Jahr 2008 waren von insgesamt 111 installierten Generatoren in Kraftwerken 58 Generatoren in nicht funktionsfähigem Zustand, was einer Quote von mehr als 50 % entspricht. Stromausfälle gehören zur Tagesordnung, viele Haushalte müssen sich deshalb oft mit eigenen und mit Diesel angetriebenen Stromerzeugungsaggregaten behelfen, was die Energiekosten erhöht. Die Maßnahmen der Regierung Nigerias waren bisher vor allem organisatorischer Natur: die National Electric Power Authority, das frühere staatliche Monopol, wurde in die Power Holding Company of Nigeria (PHCN) umgewandelt, die wiederum in 18 Unternehmen aufgespalten wurde, welche zur Privatisierung anstehen. Daneben wurde eine Regulierungsbehörde geschaffen, welche die privaten Unternehmungen beaufsichtigen soll. Die Privatisierung war bisher jedoch nicht besonders erfolgreich, da Nigeria von Investoren als sehr riskanter Markt eingeschätzt wird.
Der Strombedarf wird mit Stand 2008 zu 39 % aus Gaskraftwerken, zu 35 % aus Wasserkraftwerken und zu 24 % aus Ölkraftwerken gedeckt. Die Netzspannung für Endkunden beträgt 240 V bei einer Netzfrequenz von 50 Hz. Technisch besteht das Stromnetz auf Übertragungsnetzebene aus einem Hochspannungsnetz mit einer Nennspannung von 330 kV und einer Leitungslänge von 2200 km. Als Verteilnetz, primär in Ballungsräumen, kommt die Spannungsebene mit 132 kV mit einer Leitungslänge von 809 km zur Anwendung. Die durchschnittlichen Übertragungsverluste sind, da die Leitungen und Leistungstransformatoren meist überlastet sind, mit 30 % bis 35 % sehr hoch. Stand der Technik wären Verluste um 6 %. Da sich das Stromnetz praktisch permanent im gestörten Zustand befindet, kommt es laufend zu Spannungseinbrüchen und Stromausfällen.

## Wasserversorgung
Die Kontrolle der öffentlichen Wasserversorgung liegt in Nigeria in der Obhut der Bundesstaaten und unterscheidet sich dadurch je nach Bundesstaat. Insbesondere im Nordosten, welcher zur Sahelzone gehört, herrscht ein hoher Wassermangel. Ein öffentliches Wasserleitungsnetz wie es in Industrieländern üblich ist, gibt es in Nigeria zudem meist nicht. Stattdessen sammeln viele Haushalte ihr Trink- und Nutzwasser in Wassertanks, welche beispielsweise mit Grundwasser vollgepumpt werden, Regenwasser sammeln oder von einem Wassertankfahrzeug aufgefüllt werden. Ärmere Menschen entnehmen das Wasser an einer zentralen Wasserentnahmestelle und tragen es in Eimern nach Hause.